# Phoibé
Phoibé (latinosan Phoebe) a görög mitológiában egyike a legelső titaniszoknak. Nevének jelentése: fényes, sugárzó, látnoki.
Uranosz és Gaia leánya. Hagyományosan kapcsolatban áll a holddal. Férje Koiosz aki, egyben a testvére is volt. Tőle született két lánya. Egyikük Létó, aki megszülte Apollónt és Artemiszt, másik Aszteria, akinek Hekaté a gyermeke.
Aiszkhülosz eumenidészi beszéde szerint beköltözött a delphoi papnők szájába, így átvette az irányítást a delphoi jósda felett Themisztől.

## Fordítás
- Ez a szócikk részben vagy egészben  a   Phoebe (mythology) című angol Wikipédia-szócikk ezen változatának fordításán alapul.  Az eredeti cikk szerkesztőit annak laptörténete sorolja fel. Ez a jelzés csupán a megfogalmazás eredetét és a szerzői jogokat jelzi, nem szolgál a cikkben szereplő információk forrásmegjelöléseként.